# فرنسوا فيون
فرانسوا فيون (بالفرنسية: François Fillon) ولد في 4 مارس 1954 في لو مان، هو سياسي فرنسي، كان عضوا في حزب التجمع من أجل الجمهورية الذي أصبح الاتحاد من أجل حركة شعبية والذي بدوره أصبح الجمهوريون.

أصبح رسميا مرشح حزب الجمهوريون واليمين والوسط للانتخابات الرئاسية الفرنسية 2017 وأثيرت حوله قضية الوظائف الوهمية التي أثرت على حملته الانتخابية تأثيراً كبيراً.

## شخصيته العامة
هو أب لخمسة أولاد، هادئ ومعروف بفاعليته في العمل، برز خصوصاً من خلال عملية إصلاح قانون التقاعد التي قادها في عام 2003 عندما كان وزيرًا للشئون الاجتماعية. يتمتع بأناقة وحس فكاهي يقال إنهما يشبهان أناقة البريطانيين وطبعهم، علماً أنه متزوج من بريطانية من ويلز. وهو معروف باعتداله، حتى أن البعض يصفه بالديغولي الاشتراكي. وهو معجب بكتابات شاتوبريان. وهو هاوي للتسلق وكرة القدم وسباق سيارات. ويشارك كل سنة في سباق مان الممتد على مدى 24 ساعة في سيارة فيراري. معروف بتفضيله الحوار ومناقشة الأفكار. ويقول أحد أصدقائه: «ليس من النوع الذي يقيم شبكة مساعدين وموظفين من حوله، بمعنى أنه لا يريد أن يخلق إقطاعيات».

## حياته السياسية
بدأ حياته السياسية كمساعد برلماني للنائب جوال لو تول، قبل أن يصبح نائب عن إقليم سارت، المعقل الانتخابي للنائب جوال سابقا. بين 1981 و2007 عمل كنائب وعمدة مدينة سابليه سور سارت ورئيس المجلس الإقليمي ثم أخيرا عضو في مجلس الشيوخ. كذلك بين 1998 و2002 كان رئيس مجلس بايي دو لا لوار الجهوي. بين نهاية الثمانينات ونهاية التسعينات كان قريبا من السياسي فيليب سيغان وتيار الديغولية الاجتماعية (نسبة للجنرال شارل ديغول).

شغل عدة مناصب وزارية كوزير للتعليم العالي والبحث في حكومة إدوار بالادور (1993-1995)، ثم وزير تكنولوجيات المعلومات والبريد (1995) ووزير منتدب مكلف بالبريد والاتصالات والفضاء (1995-1997) في حكومتي ألان جوبيه. بعد إعادة انتخاب جاك شيراك رئيسا للجمهورية الفرنسية، عين فيون كوزير للشؤون الاجتماعية والعمل والتضامن (2002-2004)، أين قام بإصلاحات هيكلية لوقت العمل ونظام التقاعد. أصبح بعدها وزيرا للتربية والرقم 2 في الحكومة بعد الوزير الأول (2004-2005)، وقام بإقناع البرلمان للموافقة على قانون التوجيه وبرنامج المستقبل للمدرسة (أو قانون فيون).

في 17 مايو 2007، وبعد فوز نيكولا ساركوزي فالانتخابات الرئاسية 2007، عين فيون في منصب رئيس الوزراء وقاد ثلاثة حكومات (فيون الأولى، الثانية، الثالثة)، مصبحا بذلك رئيس الوزراء الوحيد لفترة رئاسة ساركوزي ولأول مرة في تاريخ الجمهورية الخامسة. غادر منصبه في 10 مايو 2012، بعد خسارة ساركوزي فالانتخابات الرئاسية. يمتلك ثاني أطول مدة حكم في رئاسة الوزراء بعد جورج بومبيدو.

في الانتخابات التشريعية الفرنسية 2012، أصبح نائبا عن باريس في الجمعية الوطنية الفرنسية. ترشح في نفس الوقت لرئاسة حزب الاتحاد من أجل حركة شعبية (UMP)، ولكنه شكك في النتائج المعلنة حيث فاز جان فرنسوا كوبيه بالرئاسة. قرر إذا تكوين كتلة برلمانية منفصلة عن كتلة الحزب تحت اسم «تجمع-UMP»، قبل أن يتم حلها بعد عدة أسابيع بعد التوصل إلى اتفاق مع كوبيه.

ترشح فيون إلى الانتخابات التمهيدية الفرنسية لليمين والوسط 2016، وكان برنامجه ليبرالي محافظ. فاز في الدور الثاني أمام ألان جوبيه وأصبح رسميا مرشح حزب الجمهوريون واليمين والوسط للانتخابات الرئاسية الفرنسية 2017.

### مناصب تشريعية
- انتخب في الأعوام 1981، 1986، 1988، 1993، 1997 و2002 في الجمعية الوطنية عن المقاطعة الرابعة في منطقة سارت ممثلاً لكتلة «التجمع من أجل الجمهورية» اليميني.
- عضو لجنة الدفاع في الجمعية الوطنية.
- رئيس مجموعة الصداقة الفرنسية - التايلاندية في الجمعية الوطنية.
- شيخ منتخب عن منطقة سارت منذ 2005

### مناصب وزارية
احتلّ عدّة مناصب وزارية منها:
- وزارة التعليم العالي والبحث بالفترة من 1993 إلى 1995.
- وزارة الاتصالات والبريد بالفترة من 1995 إلى 1997.
- وزارة الشؤون الاجتماعية والشعل والتضامن بالفترة من 2002 إلى 2004.
- وزارة التربية الوطنية والتعليم العالي والبحث بالفترة من 2004 إلى 2005.

### رئاسة الحكومة
عينه الرئيس نيكولا ساركوزي رئيسًا للوزراء في 17 مايو 2007. وكان قد تقدم على جان لوي بورلو الذي كان يحظى بالكثير من الاهتمام الإعلامي إلا أن شخصيته القوية كانت ممكن أن تتسبب بنزاعات بينه وبين نيكولا ساركوزي، ورأى فيه البعض رئيس الحكومة الوحيد الذي يمكن أن يقبل بأن يكون بمثابة «مدير مكتب مطلق الصلاحيات» ومستعد للخضوع أمام ساركوزي الذي يطرح نفسه «كرئيس نشيط وفاعل». يستعد فيون لوضع الإصلاحات التشريعية التي أعدها مع الرئيس الجديد، موضع التنفيذ. عيّنه الرئيس الفرنسي نيكولا ساركوزي رئيساً للوزراء في 17 مايو 2007.

### أسلوبه السياسي العام
ينظر إليه إجمالاً على أنه رجل سياسة فاعل ولكن شديد الحذر أحياناً. إلا إنه قادر أحياناً على إحداث مفاجئات، فقد تعرض لانتقادات حتى من أعضاء حزبه عندما اقترح المضي في إصلاح التقاعد ليشمل الأنظمة الخاصة التي يفيد منها 6.1 ملايين من الموظفين العامين القدامى، الأمر الذي وصفه اليسار بالاستفزاز. واضطر في ربيع 2005 عندما كان وزيراً للتعليم إلى التراجع وإعادة النظر في مشروع له بشأن التعليم في مواجهة إقدام التلاميذ على تنظيم تظاهرات وإغلاق عدد من المدارس، وقد استبعده رئيس الوزراء آنذاك دومينيك دو فيلبان في يونيو 2005 من الحكومة، ما دفعه إلى الانضمام إلى فريق المؤيدين لنيكولا ساركوزي.

### حملة ترشيحه رئيسا 2017 وقضية الوظائف الوهمية
في بداية عام 2017 اكتشف الشعب الفرنسي الفضائح التي تتعلق بالوظائف الوهمية لزوجته بينيلوب والتي تمكنت الحصول على مئات الآلاف من اليوروهات خلال نحو عشر سنوات.
وفي عددها اللأسبوعي الصادر في أول أسبوع من فبراير/ شباط 2017، نشرت جريدة «لوكانار أنشينيه» أن فيون عيّن أيضاً اثنين من أولاده «كمساعدين» برلمانيين، عندما كان سناتوراً لمنطقة سارت.
وتقول صحيفة «لوموند» التي نشرت هذه المعلومات أن بينيلوب المشتبه في استفادتها من وظيفة وهمية حصلت على 900 ألف أورو كمساعدة برلمانية.
التحقيقات
والمعروف أن قاضيي تحقيق ماليين يعملان منذ تشرين الثاني 2013 على التحقيق في شبهات عن اختلاس أموال عامة عبر صناديق سرية لحساب أعضاء في مجلس الشيوخ أو أعضاء سابقين في هذا المجلس من حزب «الاتحاد من أجل حركة شعبية» الذي أصبح لاحقا «الجمهوريون».

## روابط خارجية
- فرنسوا فيون على موقع IMDb (الإنجليزية)
- فرنسوا فيون على موقع الموسوعة البريطانية (الإنجليزية)
- فرنسوا فيون على موقع مونزينجر (الألمانية)
- فرنسوا فيون على موقع إن إن دي بي (الإنجليزية)
- فرنسوا فيون على موقع قاعدة بيانات الفيلم (الإنجليزية)